# منشأة أبو دياب
منشأة أبو دياب إحدى قرى مركز بنها التابع لمحافظة القليوبية بجمهورية مصر العربية.

## السكان
بلغ عدد سكان منشأة أبو دياب 3,365 نسمة، حسب الإحصاء الرسمي لعام 2006.